# Pokrok a rozvoj
Pokrok a rozvoj (arabsky: تقدم وتطور‎, hebrejsky: קידמה ופיתוח‎, Kidma u-fituach, byla izraelská politická strana.

## Historie
Pokrok a rozvoj byla politická strana izraelských Arabů, založená před parlamentními volbami v roce 1959. Stejně jako ostatní strany izraelských Arabů té doby byla strana do jisté míry spojené se stranou Mapaj Davida Ben Guriona. Ten chtěl izraelské Araby zapojit do fungování státu, aby dokázal, že Židé a Arabové mohou žít společně v míru a produktivitě. 
Ve volbách získala strana 1,3 % hlasů, což představovalo dva poslanecké mandáty. S tímto volebním ziskem se stala strana nejúspěšnější stranou izraelských Arabů s největším volebním ziskem. Zmíněná dvě místa si rozdělili Ahmed az-Záhir a Elias Nachla. Díky svému spojení s Mapajem se stala strana součástí koaliční vlády.
V následujících volbách v roce 1961 strana zvýšila svůj zisk, když získala 1,6 % hlasů. V popularitě ji však předehnala jiná strana izraelských Arabů, a to Spolupráce a bratrství, která získala 1,9 % hlasů. Navzdory zvýšení procentuálního zisku získala strana i v těchto volbách dva poslanecké mandáty, které si ponechali někdejší poslanci Pokroku a rozvoje, jenž se opět podíleli na všech třech koaličních vládách během funkčního období pátého Knesetu.
V dalších volbách v roce 1965 strana opět zvýšila svůj zisk, tentokráte na 1,9 % hlasů, a dokonce předčila stranu Spolupráce a bratrství a stala se opět nejúspěšnější stranou izraelských Arabů. Stala se součástí koaliční vlády Leviho Eškola a poslance Ahmeda az-Záhira nahradil Sajfuddín az-Zuabí, někdejší poslanec za Demokratickou kandidátku Nazaretu (během prvního Knesetu) a Demokratickou kandidátku pro izraelské Araby (během druhého a třetího Knesetu). Během funkčního období Knesetu se strana nakrátko spojila se stranou Spolupráce a rozvoj, avšak toto spojení se rozpadlo krátce po svém vzniku. Před koncem funkčního období ze strany odešel poslanec Nachla, který založil novou stranu Židovsko-arabské bratrství (v následujících volbách však kandidoval za Spolupráci a bratrství).
Ve volbách v roce 1969 strana zaznamenala ještě vyšší zisk, když získala 2,1 % hlasů, což ale stále představovalo dva poslanecké mandáty. Druhým poslancem strany se stal Džabar Muadí (někdejší poslanec za Demokratickou kandidátku pro izraelské Araby, který opustil Spolupráci a bratrství, aby založil Drúzskou stranu poté, co se Spolupráce a bratrství rozpadla) a strana se stala součástí vládní koalice Goldy Meirové. Muadí byl v říjnu 1971 jmenován náměstkem ministra komunikací a stal se tak teprve druhým izraelským Arabem, který se stal členem izraelské vlády.
Ve volbách v roce 1973 strana získala pouze 1,4 % hlasů, přesto si však udržela dva poslanecké mandáty. Nebyla však již přizvána do koaliční vlády Goldy Meirové. Po její rezignaci byl sestavením nové vlády pověřen Jicchak Rabin, který nakonec stranu Pokroku a rozvoje opět do vlády pozval a Muadí se opět stal náměstkem ministra komunikací.
Během funkčního období Knesetu se strana nakrátko stala součástí aliance Ma'arach (následník Mapaje). Poté se však spojila s Arabskou kandidátkou pro beduíny a vesničany a vytvořila Sjednocenou arabskou kandidátku.